# Badsworth
Badsworth är en ort och civil parish i Storbritannien.   Den ligger i distriktet Wakefield i grevskapet West Yorkshire i riksdelen England, i den centrala delen av landet, 250 km norr om huvudstaden London. Badsworth ligger 57 meter över havet och antalet invånare är 583.
Terrängen runt Badsworth är platt. Runt Badsworth är det tätbefolkat, med 493 invånare per kvadratkilometer. Närmaste större samhälle är Wakefield, 14,3 km väster om Badsworth. Trakten runt Badsworth består till största delen av jordbruksmark.